# Marcello Venusti
Marcello Venusti est un peintre italien maniériste né à Mazzo di Valtellina (près de Côme) en 1512 / 1515 et décédé à Rome le 15 octobre 1579. Il fut actif au XVIe siècle.

## Biographie
Marcello Venusti lié au groupe réformiste gli Spiritualisti, il se forme à la peinture à l'atelier de Perino del Vaga. Après un séjour de deux ans à Gênes (1537 / 1538), il retourne à Rome où il travaille dans différentes églises, dont celles de la Trinité-des-Monts (1553), celle de Saint-Jean-de-Latran et celle de Santa Maria sopra Minerva.
Il est chargé de copier le tableau de Michel-Ange, Le Jugement dernier, situé à la chapelle Sixtine. Par la suite, il se lie d'amitié avec son auteur, qui l'autorise à copier en petit format certaines de ses œuvres. Parfois, il a même participé à la production d'œuvres, en y ajoutant des décors. 
À la fin des années 1560, Venusti décora à fresque la chapelle Saint-Jean-Baptiste de l'église Santa Caterina dei Funari.
En 1573, il a réalisé la décoration de la voûte de la chapelle du Rosaire à Santa Maria sopra Minerva.
Mort à Rome en 1579, il a été inhumé en l'église Santa Maria sopra Minerva.

## Œuvres
- Le Jugement dernier (copie de la fresque de Michel-Ange) (1549), Museo di Capodimonte,Naples.
- Christ dans le Jardin, Galerie Doria-Pamphilj,Rome.
- Annonciation, (à partir d'un dessin de Michel-Ange), Capella de'Cesi, église de Santa Maria della Pace, Rome.
- Christ portant la Croix, (à partir d'un dessin de Michel-Ange), Galerie Borghèse, Rome.
- Prière sur le Mont des Oliviers et Sant 'Ignazio, Viterbe.
- Sainte Famille et Christ chassant les changeurs d'argent, National Gallery, Londres.
- Christ du Purgatoire, Galerie Colonna, Rome.
- Portrait de Michel-Ange (après 1535), hile sur toile de 36 × 27 cm, Casa Buonarroti, Florence.
- Le Christ en croix, musée de Grenoble.
- Le Christ en Croix entre deux Anges, musée du Louvre (département des Peintures), Paris.
- Annonciation, musée des beaux-arts de Chambéry.
- Etude pour une Mise au Tombeau et Etude pour une Résurrection du Christ, musée du Louvre, département des Arts graphiques), Paris
- Adoration des bergers, église Santa Maria sopra Minerva.
- Annonciation, église Saint-Jean-de-Latran.
- Pietà, Galerie Borghèse, Rome.
- Crucifixion, Galerie des Offices, Florence.
- Fresques, église de la Trinité-des-Monts (1553),
- Fresques, voûte de la chapelle du Rosaire, église Santa Maria sopra Minerva, Rome.
- Fresques, chapelle Saint-Jean-Baptiste, église Santa Caterina dei Funari.
- Le Jugement dernier, huile sur cuivre, 51 x 40 cm, musée des Beaux-Arts d’Orléans (disparu durant la Seconde Guerre mondiale)[3].